# Ligularia maoniushanensis
Ligularia maoniushanensis là một loài thực vật có hoa trong họ Cúc. Loài này được X. Gong & Y.Z. Pan mô tả khoa học đầu tiên năm 2008.